# Bassac (fiume)

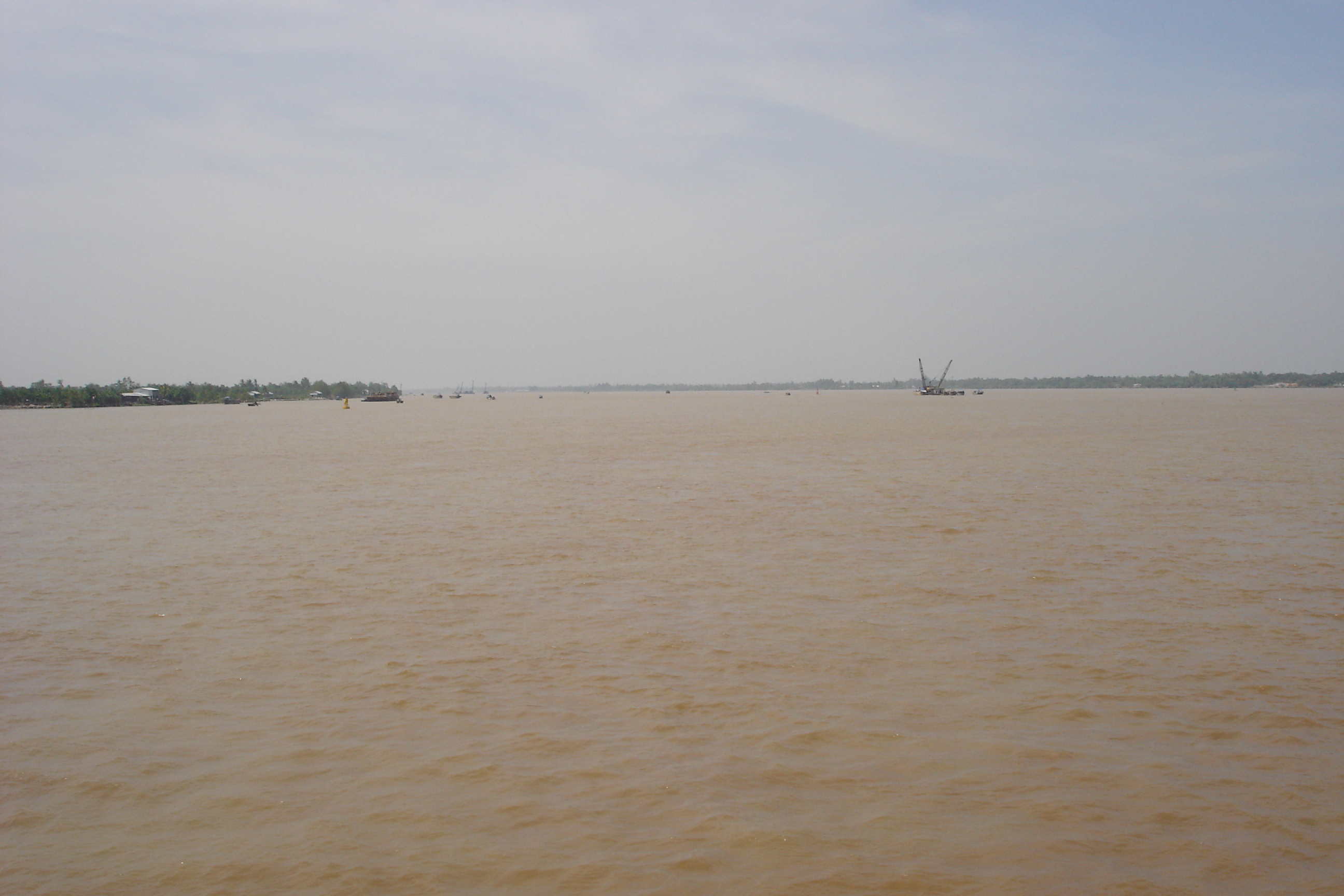
il Bassac nei pressi di Cần Thơ.

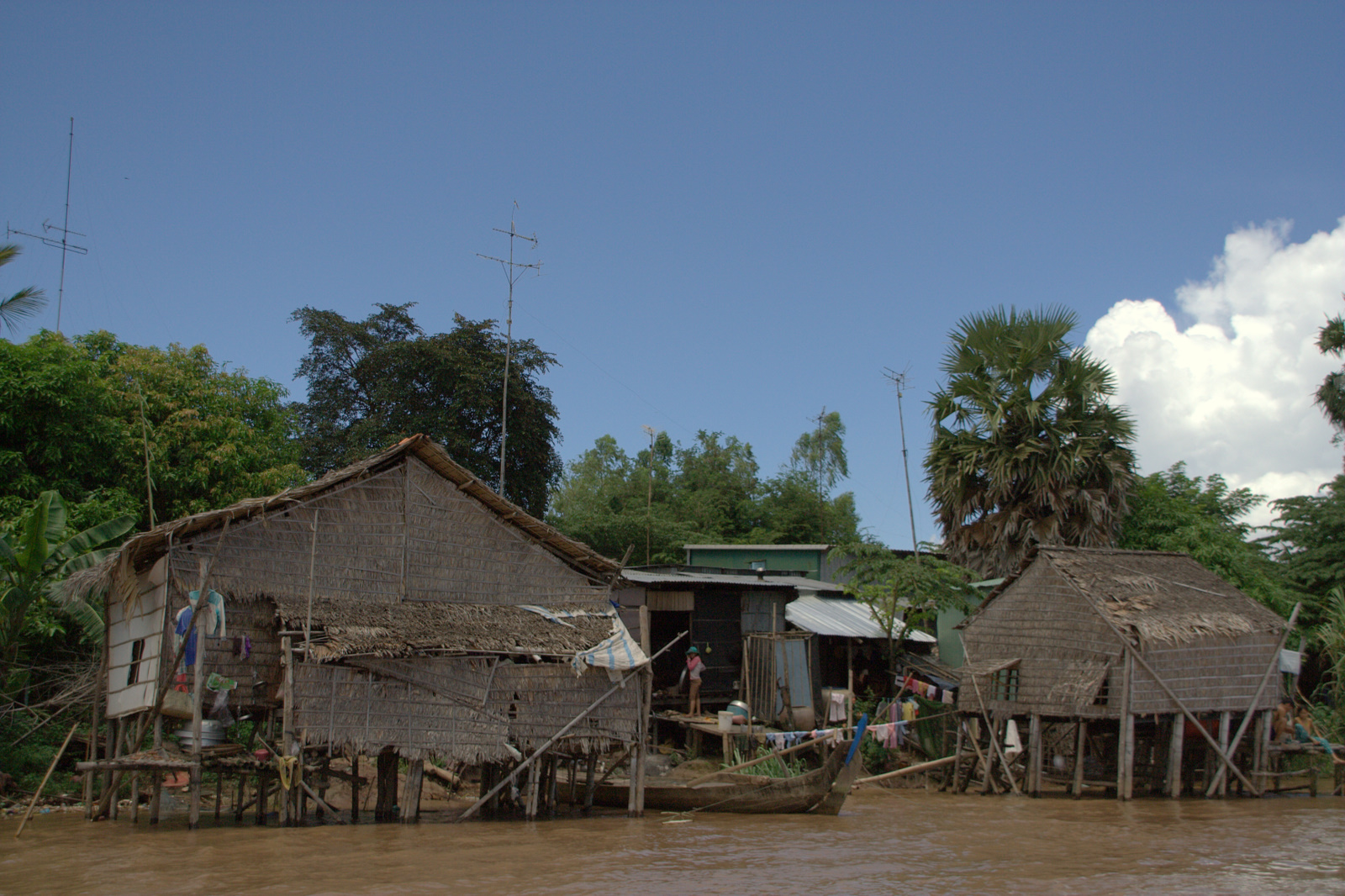
Abitazioni lungo il tratto cambogiano del Bassac.

Il fiume Bassac (o Basak), chiamato Tonle Bassac (ទន្លេបាសាក់) in Khmer, è un effluente (o distributario) del Tonle Sap e del Mekong. Inizia a Phnom Penh, capitale della Cambogia, e scorre verso Sud, entro poche decine di km a ovest del corso principale del Mekong, incontrando il confine con il Vietnam presso Châu Đốc. In territorio vietnamita è connesso trasversalmente al ramo principale del Mekong e concorre a formare il Delta del Mekong, bagnando il capoluogo di Cần Thơ, fino a sfociare nel mar Cinese meridionale. In Vietnamita è chiamato fiume Hậu (Sông Hậu o Hậu Giang). Costituisce una trafficata via di comunicazione, usata per il trasporto di merci tra Cambogia e Vietnam.
È attraversato dal ponte Monivong a Phnom Penh e dal Ponte di Can Tho, inaugurato nell'aprile del 2010.